# Zoocría

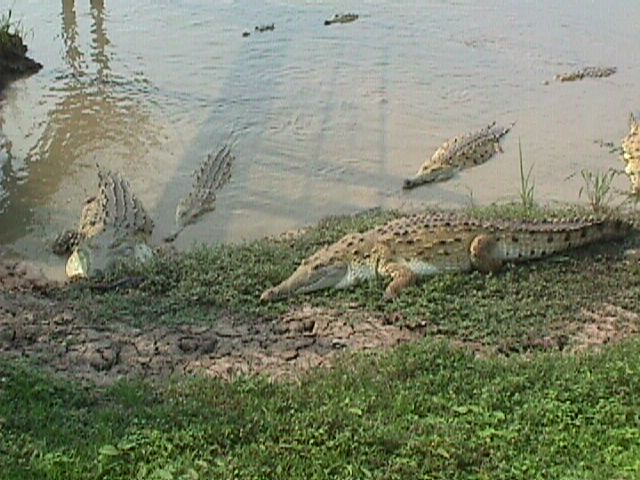
Zoocriadero de cocodrilo del Orinoco (Crocodylus intermedius) en los llanos de Venezuela.

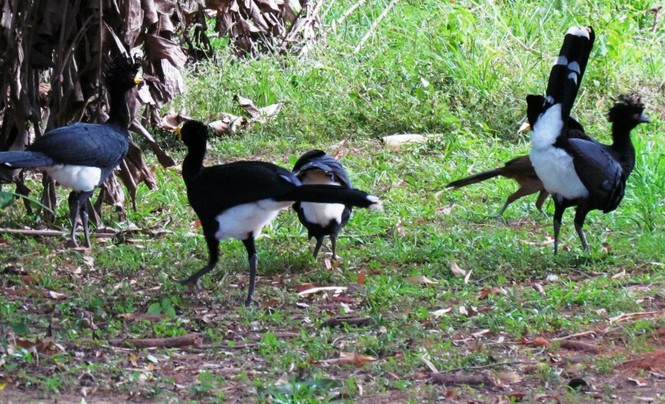
Zoocría de paujíes de copete (Crax daubentoni) mantenidos en semicautiverio como parte de un esfuerzo para repoblación en la región de El Baúl, en los llanos de Venezuela.

La cría en cautividad o zoocría es la actividad del hombre que involucra el manejo de animales pertenecientes a especies no domésticas, bajo condiciones de cautiverio o semicautiverio, con la finalidad de que a través del mantenimiento, crecimiento o reproducción de los individuos se atiendan demandas humanas o necesidades de la ciencia y de la conservación. Los establecimientos donde se realiza la actividad de zoocría se conocen como zoocriaderos.

## Cautiverio y semicautiverio
Se habla de cautiverio cuando los animales son mantenidos dentro de espacios cerrados o limitados por barreras físicas, generalmente en densidades superiores a las de las poblaciones silvestres.
En el semicautiverio hay dos variantes:
- Semicautiverio en baja densidad: los animales son mantenidos en espacios cerrados por barreras físicas pero en espacios muy amplios y en densidades similares a las de las poblaciones silvestres.

- Semicautiverio sin barreras: en esta modalidad los animales son mantenidos totalmente libres, sin barreras físicas, pero dependiendo del hombre para su alimentación o reproducción. Generalmente son animales mansos que no saben defenderse por sí solos en el medio natural o están en proceso de adaptación a la vida silvestre.

## La zoocría y la domesticación
Desde tiempos muy antiguos los hombres iniciaron el proceso de domesticar algunas especies de animales que les eran útiles, ya sea para disfrutar de su compañía o para obtener de ellos alguna ayuda (transporte, caza, leche, carne, huevos, piel). Con el transcurrir del tiempo, la cría y selección dirigida por el hombre produjo cambios genéticos en los animales, que progresivamente se fueron diferenciando de sus congéneres silvestres.
El término ganadería, a diferencia del de zoocría, se aplica a las actividades del hombre relacionadas con el manejo de animales pertenecientes a especies domésticas, con fines productivos. Existen, por ejemplo, la ganadería vacuna, bufalina, caballar, asnal, porcina (cerdos), ovina (ovejas), caprina (cabras), aviar (aves de corral), y otras, menos conocidas. Incluso la cunicultura (conejos) y la apicultura (abejas) son actividades ganaderas por definición.

## Objetivos de la zoocría
La zoocría persigue generalmente uno o varios de los siguientes objetivos:
- Obtención de productos y subproductos de especies no domésticas, tales como carne, pieles, huevos, pelo o plumas.
- Producción de animales vivos para mascotas, para la cacería deportiva, para otros zoocriaderos o zoológicos o para programas de conservación.
- Generar beneficios económicos.

## Funciones de la zoocría para la conservación
Muchos animales que se encuentran en peligro de extinción son cuidados y criados en zoocriaderos con el fin de reproducirlos y estudiar más su comportamiento y biología. Sin embargo, es importante tener presente que a veces estos factores podrían variar por el mismo hecho de estar en cautiverio. Es estos casos, cuando se trata de zoocriaderos con fines de conservación de la especie, es condición fundamental que el manejo en general, especialmente la alimentación, sean lo más similar posible a los que el animal encontraría en estado silvestre.
La zoocría puede cumplir con varias funciones útiles e importantes para la conservación de las especies que son manejadas, como son:
- Producción de individuos para repoblación, reintroducción o refrescamiento de sangre en poblaciones disminuidas o amenazadas de extinción.
- Mantenimiento de especie cuyos hábitats naturales han sido degradados o ya han desaparecido y no tienen oportunidad en corto plazo de sobrevivir en poblaciones libres.
- Desarrollo de investigaciones sobre la biología y manejo de especies animales.
- Disminución de la presión de extracción sobre poblaciones sometidas a la caza al abastecer parte de la demanda con los productos obtenidos y comercializados legalmente en los zoocriaderos.
- Educación y sensibilización de los niños y del público en general hacia la conservación de las especies animales a través de las visitas a los zoocriaderos y zoológicos.

## Productividad en la zoocría
En todo zoocriadero ocurren tres procesos que van facilitando el mejoramiento progresivo de la productividad:
- Los animales se van acostumbrando o aclimatando a las condiciones de alojamiento (instalaciones) y manejo (alimentario, reproductivo y sanitario) del zoocriadero.
- Las personas encargadas del manejo de los animales en el zoocriadero van aprendiendo a darles cada vez mejor manejo, y se van desarrollando nuevas técnicas de manejo o mejorando las existentes para que los animales estén en mejores condiciones y puedan desarrollar su potencial reproductivo y de crecimiento.
- La «selección natural» que ocurre dentro del zoocriadero opera a favor de la adaptación genética de los animales a sus condiciones de manejo y ello permite que generación tras generación los animales vayan logrando mejores índices reproductivos y de crecimiento (productividad).

## Especies
Entre las especies que más se utilizan en zoocriaderos están los cocodrilos (Crocodylus acutus y Crocodylus intermedius), las iguanas las hicoteas (Trachemys callirostris), las mariposas (Ascia monuste), los chigüires (Hydrochoerus hydrochaeris), los picures o ñeques (Dasyprocta spp.), las boas, las psitácidas, y muchas otras. Algunos de estos zoocriaderos son de fines comerciales, otros son de fines de conservación de la especie y algunos cumplen con ambos propósitos.
Para desarrollar la zoocría debe conocerse la biología de la especie a criar lo mejor posible, para poder imitar sus condiciones en cautiverio y aplicar las mejores técnicas de manejo en bien de la productividad, sin afectar el bienestar de los animales.
Según sea la especie a criar, variarán los requerimientos de infraestructura y el espacio necesario para los animales.